# Alcyonium glomeratum
Alcyon rouge
Espèce
Alcyonium glomeratum, l’Alcyon rouge, est une espèce de cnidaires de la famille des Alcyoniidés.

## Distribution
La répartition de l'espèce couvre la zone atlantique du Nord-Est (côtes européennes) mais se trouve aussi sur la côte Est des Émirats arabes unis.

## Systématique
Le nom valide complet (avec auteur) de ce taxon est Alcyonium glomeratum (Hassall, 1843).
L'espèce a été initialement classée dans le genre Alcyonidium sous le protonyme Alcyonidium glomeratum Hassall, 1843,.
Alcyonium glomeratum a pour synonymes :
- Alcyonidium glomeratum Hassall, 1843
- Lobularia glomerata (Hassall, 1843)
- Rhodophyton couchii Gray, 1865

## Publication originale
- (en) Arthur Hill Hassall, « Remarks on three species of Marine Zoophytes », Annals and Magazine of Natural History, Londres, Taylor & Francis, vol. 11, no 68,‎ 1er février 1843, p. 111-113 (ISSN 0374-5481, OCLC 1481361, DOI 10.1080/03745484309445271, lire en ligne).